# アントニオ・マヌエル・ダ・フォンセカ
アントニオ・マヌエル・ダ・フォンセカ(António Manuel da Fonseca、1796年9月27日 - 1890年10月4日）は、ポルトガルの画家、イラストレーター、舞台美術家である。肖像画や神話や歴史を題材にした作品を描いた。

## 略歴
リスボンで画家、彫刻家の息子に生まれ、はじめ美術学校の校長をしていた父親のジョアン・トマス・ダ・フォンセカ（João Tomás da Fonseca: 1754-1835）に学んだ後、画家ジョアキン・マヌエル・ダ・ローシャ（Joaquim Manuel da Rocha: 1727-1786）にも学んだ。1820年には、資本家のキンテラ伯爵（ジョアキン・ペドロ・キンテラ: Joaquim Pedro Quintela,1st Count of Farrobo）の注文でリオデジャネイロのラランジェイラス宮殿（Palácio das Laranjeiras）のジョアン6世と王妃カルロッタ・ジョアキナの肖像画を描いている。2年後、キンテラ邸（Palácio de Quintela）に古代ローマのローマ・サビニ戦争やローマなどの風景、ギリシャ神話などを題材にした一連の壁画を描いた。
1825年に、リスボンのサン・カルルシュ国立劇場の緞帳のデザインをし 、同年国王ペドロ4世の肖像画を描いた。国王とキンテラ伯爵の支援を受けてローマに留学し、ローマで巨匠たちの作品を模写し、新古典主義の画家ヴィンチェンツォ・カムッチーニやアンドレア・ポッツィ（Andrea Pozzi: 1778–1833） のもとで修行した。ロンドンとパリにも滞在し、1836年に帰国すると、リスボンの美術アカデミー（Academia de Belas-Artes、後にリスボン大学の一部になる。)の教授に任じられた。ダ・フォンセカに学んだ学生にはミゲル・アンジェロ・ルピやフランシスコ・アウグスト・メトラスがいる。
1838年に劇作家アルメイダ・ギャレット（Almeida Garrett: 1799-1854）の劇の衣装デザインや、オペラ作曲家ジャコモ・マイアベーア（1791-1864）のオペラ「悪魔のロベール」の舞台美術を手がけた。版画家のマウリシオ・ホセ・センディム(Maurício José Sendim: 1786-1870）と、作家アントニオ・フェリシアーノ・デ・カスティーリョ（António Feliciano de Castilho）の小説の挿絵も制作した。
キリスト騎士団（Ordem Militar de Cristo）に叙せられポルトガルの勲章（Ordem Militar de Nossa Senhora da Conceição de Vila Viçosa）も受勲した。
1890年にリスボンで亡くなった。

## 作品

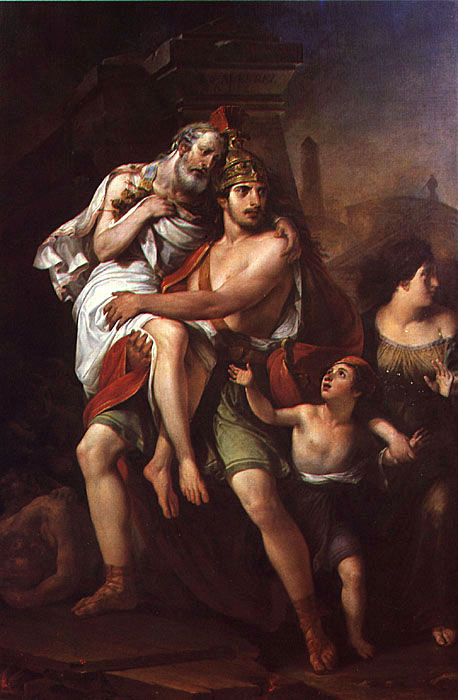
父アンキセスをトロイを火から救うアイネイアース(1855) マフラ国立宮殿
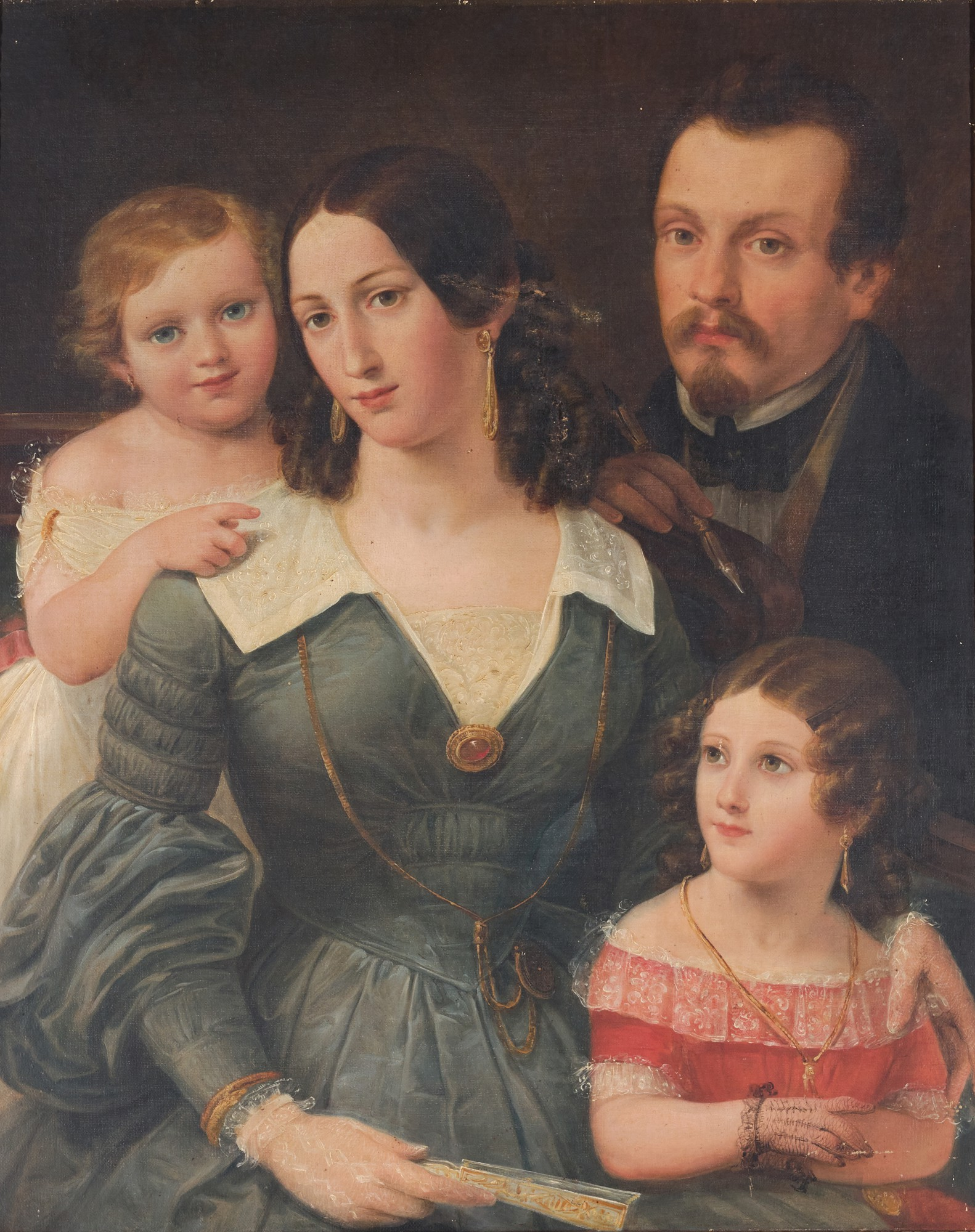
建築家Giuseppe Cinatti の家族の肖像画
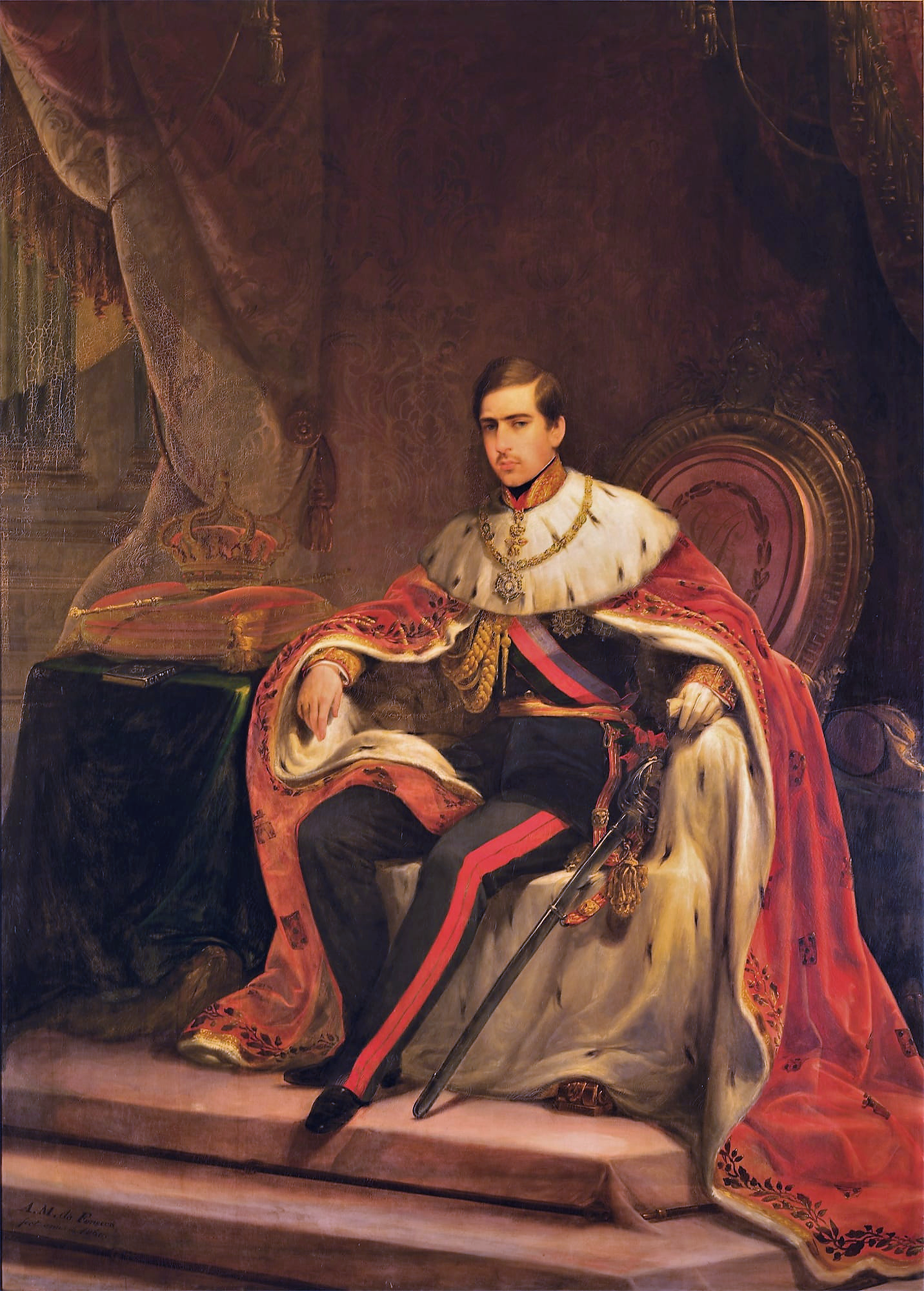
ペドロ5世 (ポルトガル王)の肖像画(1860)
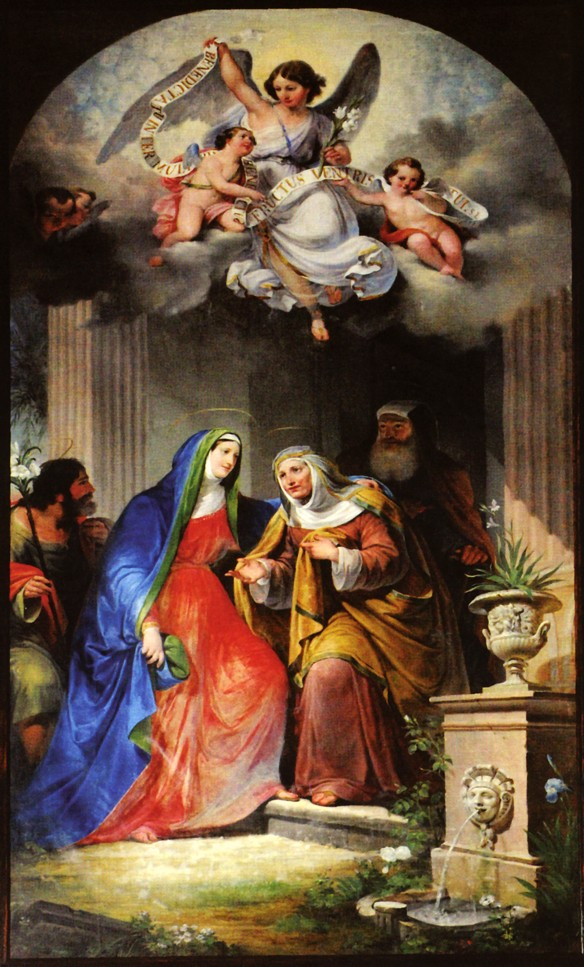
聖母のエリザベト訪問